# Phumosia bitincta
Phumosia bitincta är en tvåvingeart som beskrevs av Villeneuve 1915. Phumosia bitincta ingår i släktet Phumosia och familjen spyflugor.
Artens utbredningsområde är Madagaskar. Inga underarter finns listade i Catalogue of Life.